# Phytomyza kyfhusana
Phytomyza kyfhusana är en tvåvingeart som beskrevs av Erich Martin Hering 1928. Phytomyza kyfhusana ingår i släktet Phytomyza och familjen minerarflugor.
Artens utbredningsområde är Tyskland. Inga underarter finns listade i Catalogue of Life.